# Kalamazoo (rivière)
Pour les articles homonymes, voir Kalamazoo.
La rivière Kalamazoo est un cours d'eau qui coule dans l'État du Michigan aux États-Unis.

## Géographie
La rivière Kalamazoo est issue de deux sources situées à l'ouest et donnant deux ruisseaux appelés "branche Nord" et "branche Sud". Les deux ruisseaux se rejoignent à la hauteur de la ville d'Albion pour ne former plus qu'un seul cours d'eau.
La rivière Kalamazoo coule vers l'Ouest et passe le long de la ville de Kalamazoo. Elle se jette plus en aval dans le lac Michigan, à 177 m d'altitude.

## Histoire

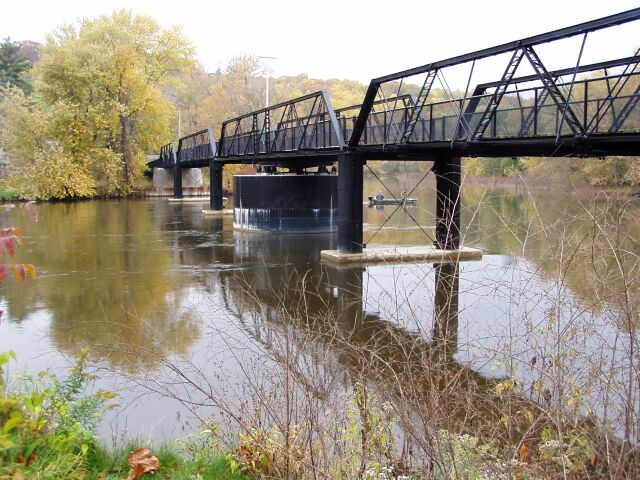
Vieille route d'Allegan sur le Kalamazoo sur le New Richmond Swing Bridge.

Des sites archéologiques, le long de la rivière Kalamazoo, témoignent de l'occupation de cette région depuis plus de 11 000 ans.
Les Amérindiens de la Nation des  Potawatomis vivaient dans cette région lors de l'arrivée des premiers explorateurs français.
Les premiers Européens à arpenter la région furent Jacques Marquette et René Robert Cavelier de La Salle au cours du XVIIe siècle à l'époque de la Nouvelle-France.

## Galerie

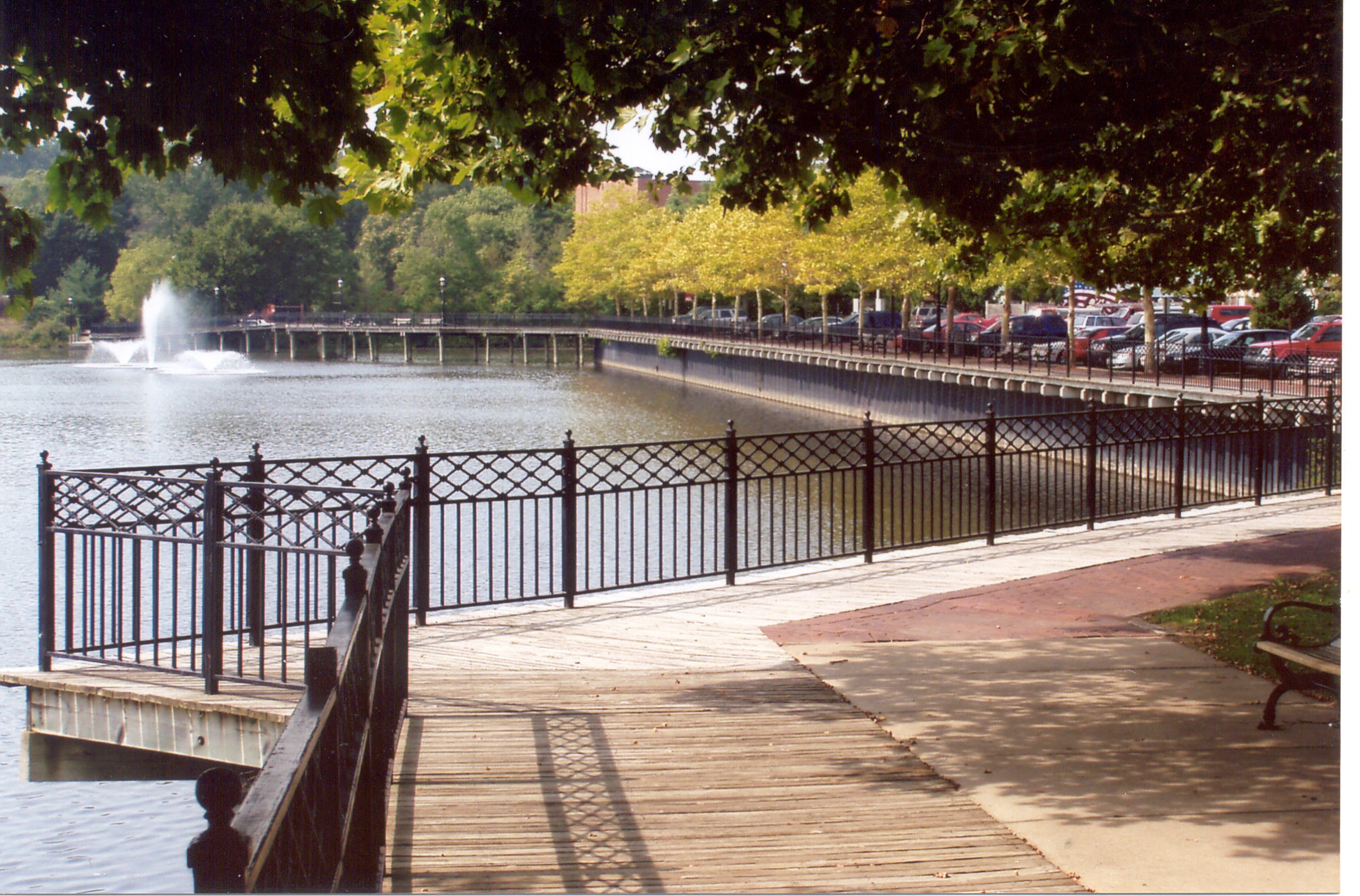
Le front de rivière à Allegan.